# Wyrbica (rzeka)
Wyrbica (bułg. Върбица) – rzeka w południowej Bułgarii, prawy dopływ Ardy w zlewisku Morza Egejskiego. Długość – 98 km, powierzchnia zlewni – 1203 km².
Źródła Wyrbicy znajdują się w granicznym paśmie górskim Żyłti Djał w Rodopach. Rzeka płynie przez Wschodnie Rodopy na wschód, następnie u stóp bariery – pasma Strymni Rid zakręca na północ i uchodzi do sztucznego zbiornika Studen Kładenec na Ardzie.
Wyrbica jest największym dopływem Ardy.